# RTS 2 (Sénégal)
Pour les articles homonymes, voir RTS 2.
RTS 2 est une chaîne de télévision généraliste publique du Sénégal.